# Ulrich Penquitt

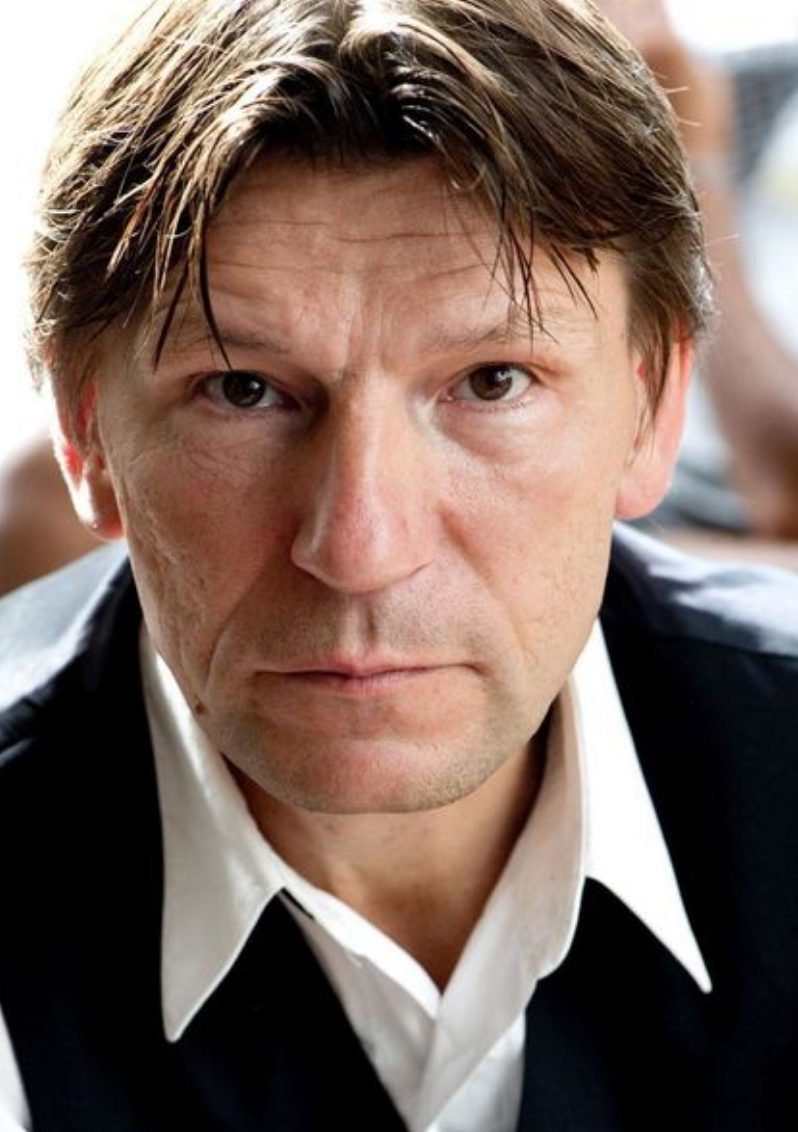
Ulrich Penquitt (2016)

Ulrich Penquitt (* 21. Juni 1955 in Gelsenkirchen) ist ein deutscher Schauspieler.

## Werdegang
Ulrich Penquitt wurde am 21. Juni 1955 in Gelsenkirchen geboren. Nach einem abgeschlossenen Studium der Sozialpädagogik entdeckte  Penquitt durch politisches Kabarett, Theater und Jugendtheater seine Liebe zur Schauspielerei. Er wurde beim Athanor Theater, an der Westfälischen Schauspielschule sowie nach der Schauspieltechnik von Stanislawski ausgebildet.
Nach einigen Theaterstationen, wie Westfälisches Landestheater, Werkhofbühnen Hagen, Landestheater Neuss, dem Musiktheater im Revier und dem Forum Interart Lünen, gründete er 1991 das Tournee-Theater Trias Theater Ruhr. Mit  eigenen Produktionen, wie dem Klassiker „Der kleine Prinz“, George Orwells „1984“, Bertolt Brechts „Der gute Mensch von Sezuan“, machte er sich einen Namen in der Ruhrgebiets-Theaterszene, NRW und darüber hinaus.
„Penquitts Rollen sind extrem. Das kann er. Das liebt er. Ob Penner oder Philosoph, ob Hauptrolle oder Nebenrolle, er zeigt die Facetten der Charaktere, zeigt fehlerhafte Helden und heldenhafte Nichtstuer.“ „Ich will etwas machen, was trotzdem ein Publikum findet“, erklärt der Schauspieler, der sich immer neu erfindet und der seinen Weg sucht und findet in der sich wandelnden Theater- und Filmwelt. WAZ
Ulrich Penquitt ist verheiratet und lebt in Gelsenkirchen. Er hat eine Tochter.

## Theaterrollen
- 1994: Urfaust-Stücke (Trias Theater / Regie: Wolfram Lenssen)
- 1994: Spielende (Theaterforum Lünen / Regie: Wolfram Lenssen)
- 1994: Heute abend – Lola Blau (Trias Theater / Regie: H. Jeske u. a.)
- 1994: Der kleine Prinz (Trias Theater / Regie: Juliane Meyerhoff)
- 1996: Das Märchen (Trias Theater / Regie: Juliane Meyerhoff)
- 1996: Der Wunschpunsch (Schillertheater / Regie: Till Stief)
- 1996: La Pericole (Schillertheater / Regie: Carin Marquardt)
- 1997: Ophelias Schattentheater (Trias Theater / Regie: Juliane Meyerhoff)
- 1997: Der gute Mensch von Sezuan (Trias Theater / Regie: W. Lichtenstein)
- 1997: Lulu – Alban Berg (Schillertheater / Regie: P. Konwetschny)
- 1998: Hildegard von Bingen (Trias Theater / Regie: Juliane Meyerhoff)
- 1998: Ich bin ein Märchenprinz (Trias Theater / Regie: Juliane Meyerhoff)
- 1999: Unterste Schublade links (Trias Theater / Regie: Boris Friedewald)
- 1999: Erzählung vom Antichrist (Trias Theater / Regie: K. Rennert)
- 1999: Ein Gespräch über den abwesenden Herrn von Goethe (Trias Theater / Regie: H. Jeske)
- 2002: Der Jazz und das Meer (Consol Theater / Regie: André Wülfing)
- 2002: Stoffel, der Elementenzauberer (Trias Theater / Regie: H. Klonk)
- 2002: Hanswurstiade I (Trias Theater / Regie: HP Krüger)
- 2002: Antigone von Sophokles (Ruhrstadttheater Pantarhei / Regie: Chr. Scholze)
- 2003: Der Jazz und das Meer (Consol Theater / Regie: André Wülfing)
- 2004: Beautiful Losers (Trias Theater / Regie: HP Krüger)
- 2004: Love Letters[5] – Gurney (Trias Theater / Regie: André Wülfing)
- 2006: Drei Männer im Schnee[6] (Theater Fletch Bizzel / Regie: Th. Holländer)
- 2006: Junge, kommt bald wieder (Trias Theater)
- 2006: Konfetti (Theater Fletch Bizzel / Regie: Marco Rudolph)
- 2007: Bezahlt wird nicht (Theater Fletch Bizzel / Regie: HP Krüger)
- 2008: Othello (Trias Theater / Regie: Jago G. Leschnig)
- 2009: Bin ich Arbeit? (Trias Theater / Regie: Gregor Leschig)
- 2010: Himmel/ Hölle/Welt (Trias Theater / Regie: Gregor Leschig)
- 2011: Drei alte Männer wollten nicht sterben (Trias Theater / Regie: André Wülfing)
- 2013: Drei Ecken Elfer[7] (Trias Theater-Ruhr/ BIR / Regie: Elmar Rasch)
- 2014: Heute weder Hamlet[8] (Trias Theater-Ruhr/ BIR / Regie: Elmar Rasch)
- 2015: die Polizei (Trias Theater-Ruhr/ BIR / Regie: Elmar Rasch)
- 2016: Halb Voll-Halb Leer (Theater Fletch Bizzel / Regie: Marco Rudolph)
- 2016: das Totenschiff[9] (Trias Theater / Regie: Jens Dornheim)
- 2017: Mein Kampf[10] (Trias Theater / Regie: Tatjana Sherazynska)
- 2018: Das Interview (Trias Theater / Regie: Jens Dornheim)
- 2018: Der Weibsteufel[11] (Trias Theater / Regie: Jens Dornheim)
- 2018: Alles im Fluss (Trias Theater / Regie: Axel Kraus)
- 2019: neunzehnvierundachzig[12] (Trias Theater / Regie: Jens Dornheim)

## Filmografie (Auswahl)

### Fernsehen
- 1992: Balko
- 1992: Hallo Onkel Doc
- 1992: Der Fahnder
- 1993: Kurhotel Sonnenschein
- 1993: Polizeiboot 404 – Blütenträume
- 1993: Dezernat M – Das Lied vom Freund
- 1994: Lindenstraße
- 1996: Soko 5113
- 1998: Liebe zwischen zwei Welten
- 1999: Wie war ich Doris?
- 1999: Höllische Nachbarn
- 1999: Herzrasen
- 2002: Mama und ich – Unter Beobachtung
- 2004: Einsatz für Ellrich – Blinddate mit dem Tod
- 2005: Die Familienanwältin
- 2006: Wilsberg: Tod auf Rezept
- 2009: Wilsberg – Böse Aussichten
- 2012: Der Goldfisch (Lindenstraße)
- 2012: Striptease (Lindenstraße)
- 2012: Der Anruf (Lindenstraße)
- 2016: Dat Fenster nach’m Hof (Heldt)

### Filme
- 1993: Polizeistation / Kinofilm / Regie: Andrew Higgs
- 2001: Feuer, Eis und Dosenbier / Kinofilm / Regie: Matthias Dinter
- 2005: Dragos mit der Schuld geboren / Kinofilm / Regie: Eberhard Weißbarth
- 2008: Zen Meister / Kinofilm / Regie: Farid Zendagui
- 2008: Mobilruf / Kinofilm / Regie: Chris Hecker
- 2010: Die Dienstfahrt / Kinofilm / Regie: Frank Terjung
- 2010: Die Nacht / Kinofilm Universität Hildesheim / Regie: Dominik Wiedemann